# Сити-Холл-парк
Сити-Холл-парк, парк у Ратуши (англ. City Hall Park) — городской парк у здания Ратуши Нью-Йорка, в районе Муниципальный центр Манхэттена. Изначально, на заре Нью-Йорка, здесь были городские лесные угодья.

## История

### XVIII век
В период, предшествующий Войне за независимость и во время неё местность была местом многочисленных митингов и акций протеста горожан. Например, в 1765 году жители Нью-Йорка протестовали там против Акта о гербовом сборе 1765 года. 18 марта 1766 года жители Нью-Йорка там же радовались его отмене.
В 1766 году «Сыновья свободы» установили там, у солдатских казарм, первое «дерево свободы» — памятную мачту, увенчанную флюгером со словом «liberty». Британские солдаты срубили его, но его его вновь устанавливали еще пять раз. В 1921 году копия установлена возле первоначального местоположения, между мэрией и Бродвеем.
В 1766 году была построена часовня Святого Павла, относящаяся к Церкви Троицы. Она была предназначена для тех прихожан, которые жили слишком далеко от основного здания церкви. В 1768 году началось строительство тюрьмы Брайдуэлл, где во время британской оккупации Нью-Йорка содержались американские военнопленные (снесена в 1838 году).
9 июля 1776 года люди собрались на месте будущего парка, чтобы послушать, как Джордж Вашингтон зачитывает Декларацию независимости. Американские войска освободили этот район от британцев 9 ноября 1783 года, и Джордж Вашингтон поднял здесь флаг США. Шесть лет спустя, сразу же после инаугурации, президент Вашингтон отправился в часовню Святого Павла, старейшую из сохранившихся церквей Манхэттена.

### XIX век
В 1802 году был объявлен конкурс на строительство новой городской ратуши. Аарон Берр пообещал победу Бенджамину Генри Латробу. Проиграв, Латроб с горечью осудил победителей, назвав «каменщиками» Джона Маккоума-младшего и француза Жозефа-Франсуа Манжина, и осудив их «омерзительное творение» (на деле Маккоум и Манжин были опытными архитекторами, но их сотрудничество с городскими властями в дальнейшем не сложилось). Строительство здания в федеральном стиле было завершено в 1812 году, оно было спроектировано. Некоторые критики сетовали, что Новая ратуша (англ. New City Hall) находится слишком далеко от центра, но другим понравилось удаленное местоположение и красивый пейзаж.
В 1818 году была построена Ротонда (англ. The Rotunda) — первый художественный музей Нью-Йорка.
4 июля 1827 года в штате Нью-Йорк было запрещено рабство. Это событие сопровождалось двухдневными празднествами и парадом в парке.
В 1830 году старая долговая тюрьма, называвшаяся «Новой» (англ. New Gaol), была преобразована в Зал регистрации гражданских актов (англ. Hall of Records). К моменту сноса (1903) это было самое старое муниципальное здание в Нью-Йорке.
Роскошная архитектура Нью-Йорка и растущая экономика привлекали туристов, и в 1836 году был построен первый в городе фешенебельный отель Нью-Йорка. Исайя Роджерс спроектировал шестиэтажное здание, ставшее известным под названием Астор-Хаус (англ. Astor House).
В 1842 году в честь завершения строительства Кротонского акведука (англ. Croton Aqueduct) в центре Сити-Холл-парка был установлен Кротонский фонтан (англ. Croton Fountain); акведук стал первым надежным источником чистой воды в Нью-Йорке и считался одним из величайших инженерных сооружений столетия.
В 1861 году в северной части парка началось строительство Твид-кортхаус. Здание суда стало символом коррупции, поскольку было построено с использованием средств, предоставленных коррумпированным партийным боссом Уильямом Твидом, чья политическая машина в Таммани-холла контролировала городские власти и власти штата. Строительство было завершено только в 1881 году.